# فرنسيسكو جيل دياز
فرنسيسكو جيل دياز (بالإسبانية: Francisco Gil Díaz)‏ هو وزير واقتصادي مكسيكي، ولد في 2 سبتمبر 1943 في مدينة مكسيكو في المكسيك.